# سم مک‌کللند
سم مک کللند (انگلیسی: Sam McClelland؛ زادهٔ ۴ ژانویهٔ ۲۰۰۲) بازیکن فوتبال اهل ایرلند شمالی است.
وی همچنین در تیم‌های ملی فوتبال جوانان، زیر ۲۱ سال و بزرگسالان ایرلند شمالی بازی کرده‌است.

## دوران باشگاهی
مک کللند قبل از نقل مکان به آکادمی کالرین، دوران جوانی خود را با بازی برای جوانان لیماوادی آغاز کرد. او اولین بازی خود را برای چلسی در رده زیر ۱۸ سال در سپتامبر ۲۰۱۸ مقابل آرسنال انجام داد و اولین قرارداد حرفه‌ای خود را در ژوئیه ۲۰۱۹ امضا کرد.
در ۲۳ ژوئن ۲۰۲۲، او به صورت قرضی و یک ساله به باشگاه فوتبال بارو از لیگ دو فوتبال انگلستان پیوست. مک کللند اولین بازی خود را در ۳۰ ژوئیه انجام داد و در پیروزی ۳–۲ خارج از خانه مقابل باشگاه فوتبال استوک‌پورت کانتی شروع کرد.

## دوران ملی
مک کللند اولین بازی ملی خود را برای تیم ملی فوتبال ایرلند شمالی در ۳ ژوئن ۲۰۲۱ مقابل تیم ملی فوتبال اوکراین در یک بازی دوستانه انجام داد.